# Comté de Linn (Kansas)
Pour les articles homonymes, voir Comté de Linn et Linn.
Le comté de Linn est l’un des 105 comtés de l’État du Kansas, aux États-Unis. Il a été fondé le 26 février 1867.
Siège : Mound City. Plus grande ville : Pleasanton.

## Géolocalisation
| Comté de Franklin | Comté de Miami   |                            |
| Comté d’Anderson  | Comté de Linn    | Comté de Bates (Missouri)  |
| Comté d’Allen     | Comté de Bourbon | Comté de Vernon (Missouri) |